# 文諾納隕石
文諾納隕石（Winona meteorite）是原始無球粒隕石。它是迄今為止最大的文諾納群隕石的標本。

## 發現和命名
文諾納隕石是文諾納群命名所依據的標本。這個名稱本身從亞利桑納州的文諾納衍生而來，據說此標本是1928年9月在埃爾登普韋布洛的聖多娜村考古發掘時發現的。聖多娜是1150年至1275年存在的一個村莊，隕石據說是從一個房間的石棺內尋獲的。然而，一項最新的研究顯示隕石是在另一處稱為聖多娜的村莊，而不是在埃爾登普韋布洛的。
當隕石從石棺中移出時，因為嚴重的風化而碎裂。第一次的描述出現在1929年，作者認為隕石因為過度的風化而難以準確的分類，他們估計這顆隕石是中隕鐵。

## 礦物學
隕石的組成包括輝石 橄欖石 鐵隕石、斜長石、和隕硫鐵，附屬的礦物包括硫錳礦、磷灰石、鉻鐵、隕輝鉻鐵礦、透輝石、石墨。